# Christophe Rochus
Christophe Philippe Rochus (ur. 15 grudnia 1978 w Namur) – belgijski tenisista, reprezentant kraju w Pucharze Davisa.
Jest starszym bratem Oliviera Rochusa, który również jest tenisistą.

## Kariera tenisowa
Wśród zawodowych tenisistów gra od roku 1996.
W grze pojedynczej wygrywał turnieje z serii ITF Men's Circuit jak i ATP Challenger Tour, w tym Polish Open 2000. W rozgrywkach rangi ATP World Tour do najlepszych wyników Rochusa należą finały w Walencji z roku 2003 i Rotterdamu z 2006. W deblu Belg jest zwycięzcą jednego turnieju ATP World Tour w Madras z sezonu 2000. Partnerem deblowym Rochusa był wtedy Julien Boutter. Ponadto Belg jest finalistą dwóch innych turniejów w grze podwójnej, najpierw w Kitzbühel z 2005 oraz Ad-Dausze z 2006. W obu turniejach grał wspólnie ze swoim bratem, Olivierem.
W latach 1999–2010 Rochus reprezentował Belgię w Pucharze Davisa. Rozegrał przez ten okres 21 meczów. W singlu wygrał 4 pojedynki i 11 przegrał, natomiast w deblu odniósł 2 zwycięstwa i 4 porażki.
W roku 2010 Rochus zakończył karierę tenisową. Jego zarobki na kortach przekroczyły kwotę dwóch i pół miliona dolarów. Najwyżej sklasyfikowany w rankingu singlistów był na 38. miejscu w maju 2006 roku, z kolei w zestawieniu deblistów w tym samym miesiącu osiągnął 62. pozycję.

### Finały w turniejach ATP World Tour
| Legenda                                      |
| -------------------------------------------- |
| Wielki Szlem                                 |
| Igrzyska olimpijskie                         |
| Tennis Masters Cup / ATP Finals              |
| ATP Masters Series / ATP Tour Masters 1000   |
| ATP International Series Gold / ATP Tour 500 |
| ATP International Series / ATP Tour 250      |

#### Gra pojedyncza (0–2)
| Końcowy wynik | Nr | Data           | Turniej   | Nawierzchnia  | Przeciwnik          | Wynik finału |
| ------------- | -- | -------------- | --------- | ------------- | ------------------- | ------------ |
| Finalista     | 1. | 4 maja 2003    | Walencja  | Ceglana       | Juan Carlos Ferrero | 2:6, 4:6     |
| Finalista     | 2. | 26 lutego 2006 | Rotterdam | Twarda (hala) | Radek Štěpánek      | 0:6, 3:6     |

#### Gra podwójna (1–2)
| Końcowy wynik | Nr | Data            | Turniej   | Nawierzchnia | Partner        | Przeciwnicy                  | Wynik finału     |
| ------------- | -- | --------------- | --------- | ------------ | -------------- | ---------------------------- | ---------------- |
| Zwycięzca     | 1. | 9 stycznia 2000 | Ćennaj    | Twarda       | Julien Boutter | Saurav Panja Srinath Prahlad | 7:5, 6:1         |
| Finalista     | 1. | 31 lipca 2005   | Kitzbühel | Ceglana      | Olivier Rochus | Leoš Friedl Andrei Pavel     | 2:6, 7:6(5), 0:6 |
| Finalista     | 2. | 8 stycznia 2006 | Doha      | Twarda       | Olivier Rochus | Jonas Björkman Maks Mirny    | 6:2, 1:6, 8–10   |